# 아론 러스티그
에런 러스티그(Aaron Lustig, 1956년 9월 17일 ~ )는 미국의 배우이다.
로체스터에서 태어났다.

## 출연 작품
- 워 독 (2016년)
- 길트 바이 어쏘시에이션 (2015년)
- 마인드슬립 (2014년)
- 럼 다이어리 (2011년) - 몽크 역
- 듀 데이트 (2010년)
- 트랜스포머: 패자의 역습 (2009년)
- 땡큐 포 스모킹 (2005년)
- 투모로우 (2004)
- 일곱가지 유혹 (2000년)
- 모리와 함께 한 화요일 (1999년)
- 트레이시 테이크 온 (1996년)
- 레이트 쉬프트(영어판) (1996년)
- 더 월 (1996년)
- 피노키오 신드롬 (1996년)
- 아빠가 최면에 걸렸어요 (1994년)
- 쉐도우 (1994년)
- 긴급 명령 (1994년)
- 다저스 몽키 (1994년)
- 엠프티 크레이들 (1993년)
- 가출 부모 (1993, The Day My Parents Ran Away)
- 사랑의 조건 (1992년)
- 로드사이드 (1992년)
- 죽음의 방송 (1992, Bad Channels)
- 투명 인간의 사랑 (1992년)
- LA 이야기 (1991년)
- 해변의 축제 (1990년)
- 가위손 (1990년) - 심리학자 역
- 다크맨 (1990년) - 마틴 카츠 역
- 뻔한 거짓말 (1989년)

### 텔레비전
- 더 영 앤 더 레스트리스 (1996-2012)
- 더 볼드 앤 더 뷰티풀 (2001)